# غلين تشونغ
غلين تشونغ هو سياسي فلبيني، ولد في 12 يوليو 1974 في مدينة كيزون في الفلبين. نشط حزبياً في بارتيدو ليبرال. وقد انتخب عضو مجلس النواب في الفلبين ‏.